# Сын Маски
«Сын Ма́ски» (англ. Son of the Mask) — американская супергеройская кинокомедия режиссёра Лоуренса Гутермана, поставленная на основе комикса «Маска» издательства Dark Horse Comics. Является независимым сиквелом фильма «Маска» (1994), но связан с ним лишь косвенно и вместо этого рассказывает новую историю с новыми персонажами. Джим Керри отказался от участия, а потому сценаристы создали нового героя и пригласили на главную роль актёра Джейми Кеннеди. Роль Маски-пса, которая была применена как камео в конце предыдущего фильма, здесь была расширена до второй главной. Также здесь герой при превращении в Маску получает пластиковые волосы, стилизованные под причёску Джима Керри.

## Сюжет
Художник-мультипликатор Тим Эйвери находит маску Локи. Маска помогает ему воплотить мечты в реальность и достичь полного раскрепощения. Первая примерка Маски помогает ему обзавестись сыном по имени Элви, который унаследовал сверхъестественные качества древнего артефакта. Отец Локи — бог Один — крайне недовольный утратой артефакта, велит ему отыскать и забрать Маску у смертных под угрозой превращения в человека. Дело усложняет родившийся малыш. Локи старается забрать Маску, с первой попытки у него ничего не выходит.
Жена мультипликатора Таня уезжает на некоторое время и оставляет Тима с сыном один на один. Оказывается, что Элви недолюбливает своего отца, он всячески старается довести его до безумия своими способностями. А пёс Тима, Отис, недолюбливает самого Элви и хочет вернуть себе внимание хозяев, а потому он по ночам надевает Маску и пытается уничтожить его (обе попытки оказались неудачными). Кроме того, из-за забот Тим напрочь забывает о своем проекте, из-за чего его увольняют с работы.
Далее Локи похищает Элви и требует в обмен Маску. Но скоро Локи и Элви так подружились, что Локи не стал отдавать малыша. Однако Отис отбирает у него Маску, и Тим снова её надевает. Скоро Тим-Маска и Локи начинают боксировать, и Тим побеждает. Элви мог снова уйти к Локи, но Тим показал ему, что любит его, и Элви наконец называет его папой. В дело вмешивается Один, который вновь упрекает Локи в неудаче, однако Тиму удается их примирить. Он добровольно отдает маску Одину, а Локи таким образом избегает наказания.
Тим придумывает на основе ссоры между Отисом и Элви новый мультсериал, где рассказывается про пса и малыша, конкурирующих за внимание отца. Начальник Тима одобряет его идею и вновь берет его на работу, а Таня снова беременна.

## В ролях
- Джейми Кеннеди — Тим Эйвери/Маска
- Алан Камминг — Локи
- Райан Фальконер и Лиам Фальконер — Элви Эйвери
- Трейлор Ховард — Таня Эйвери
- Боб Хоскинс — Один
- Бен Стейн — доктор Ньюман
- Зои Такуэлл-Смит — миссис Бэкок
- Магда Шубански — Бетти

## Прокат
Бюджет фильма составил 84 млн долларов, что в 4 раза больше, чем у первого фильма, однако, кассовые сборы оказались почти в 6 раз меньше (59,9 млн долларов), что делает его кассовым провалом.

## Отзывы
Критики оценили фильм совершенно негативно, в основном за отсутствие актёра Джима Керри и «дешёвые» спецэффекты. «Сын Маски» был номинирован на семь премий «Золотая малина», однако из всех семи получил одну.

## Награды и номинации
| Награда        | Дата церемонии | Категория                                  | Номинант                                 | Результат |
| -------------- | -------------- | ------------------------------------------ | ---------------------------------------- | --------- |
| Золотая малина | 30 января 2006 | Худший фильм                               | —                                        | Номинация |
| Золотая малина | 30 января 2006 | Худший режиссёр                            | Лоуренс Гутерман                         | Номинация |
| Золотая малина | 30 января 2006 | Худшая мужская роль                        | Джейми Кеннеди                           | Номинация |
| Золотая малина | 30 января 2006 | Худшая мужская роль второго плана          | Алан Камминг                             | Номинация |
| Золотая малина | 30 января 2006 | Худшая мужская роль второго плана          | Боб Хоскинс                              | Номинация |
| Золотая малина | 30 января 2006 | Худший актёрский дуэт                      | Джейми Кеннеди и любой актёр или актриса | Номинация |
| Золотая малина | 30 января 2006 | Худший приквел, сиквел, ремейк или плагиат | —                                        | Победа    |
| Золотая малина | 30 января 2006 | Худший сценарий                            | Лэнс Казей                               | Номинация |